# Asheville

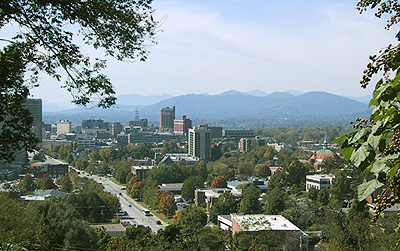
Widok na Asheville

Asheville – miasto w Stanach Zjednoczonych, w zachodniej części stanu Karolina Północna u podnóża Appalachów; siedziba hrabstwa Buncombe.

## Demografia
- Liczba ludności: 92 870 (2019)
- Aglomeracja: 369,2 tys. (2000)
- Gęstość zaludnienia: 867,94 os./km²
- Powierzchnia: 107 km²

## Dane ogólne
Obecnie miasto jest ośrodkiem przemysłu włókienniczego, papierniczego oraz drzewnego. Węzeł kolejowy i drogowy. Asheville jest ośrodkiem uzdrowiskowym i turystycznym. Znajduje się tu port lotniczy Asheville.
Największa atrakcją turystyczną miasta jest Biltmore Estate, wspaniała rezydencja, którą pod koniec XIX wieku wybudował amerykański magnat przemysłowy George W. Vanderbilt.

## Urodzeni w Asheville
- Austin Kincaid – amerykańska aktorka pornograficzna i modelka
- Joseph Tydings – amerykański polityk, senator stanu Maryland
- Warren Haynes – amerykański gitarzysta rockowy i bluesowy, wokalista i autor piosenek

## Miasta partnerskie
- Karakoł, Kirgistan
- Saumur, Francja
- San Cristóbal de las Casas, Meksyk
- Władykaukaz, Rosja

## Edukacja
- University of North Carolina at Asheville – filia stanowego uniwersytetu Karoliny Północnej.